# Gabriel Cramer

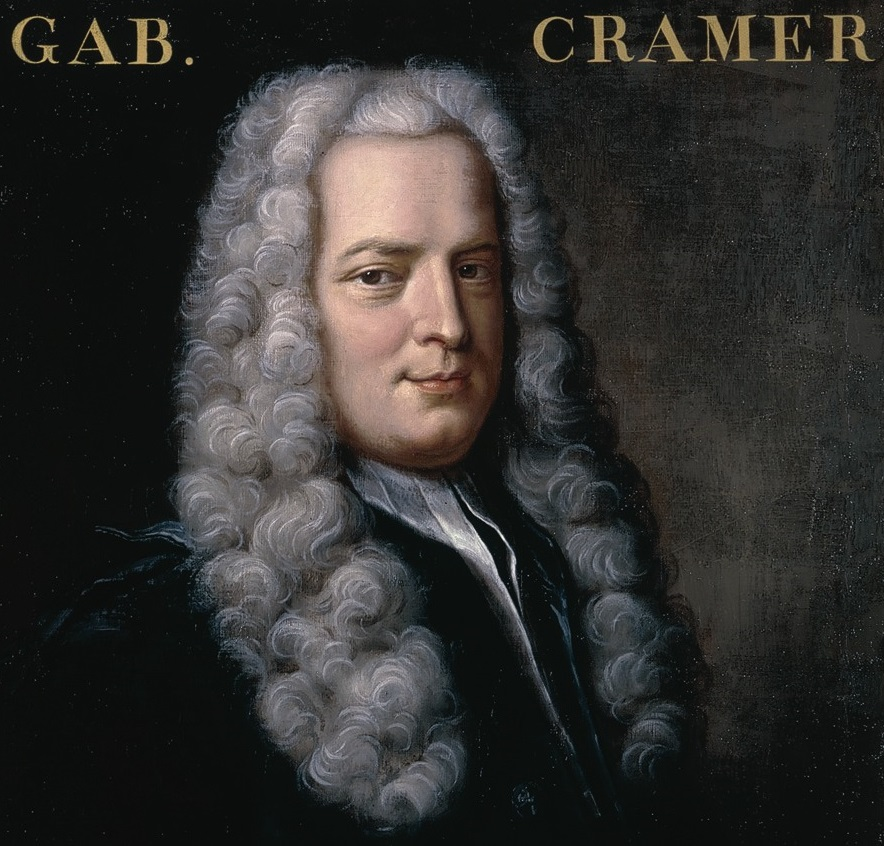
Gabriel Cramer

Gabriel Cramer (* 31. Juli 1704 in Genf; † 4. Januar 1752 in Bagnols-sur-Cèze, Frankreich) war ein Genfer Mathematiker.

## Leben

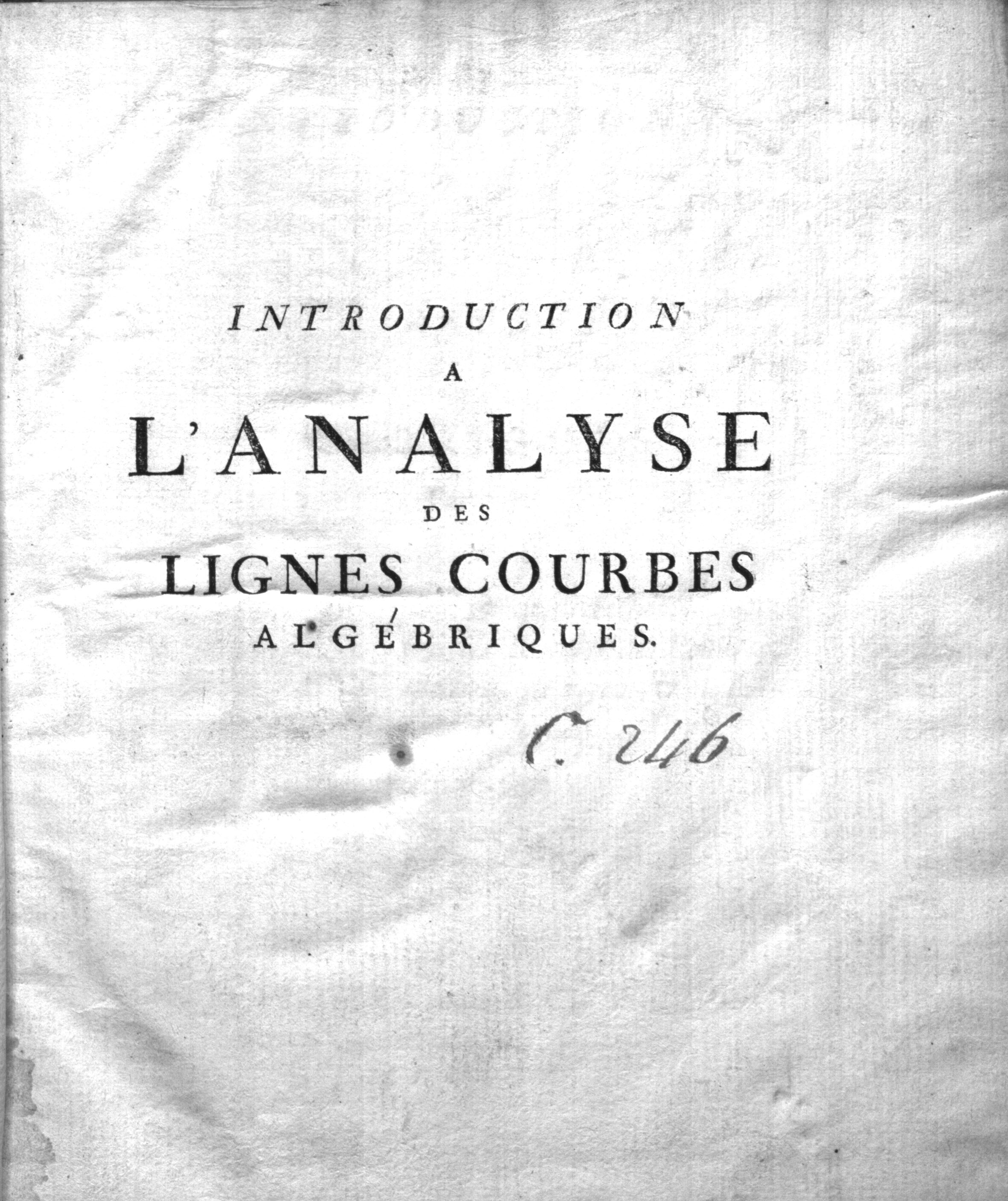
Titelblatt des Buchs Introduction à l’analyse de lignes courbes algébriques

Cramer war ein Sohn des Arztes Jean Isaac Cramer. Er hatte noch zwei Brüder. 1722 erhielt er in Genf den Doktortitel für seine Arbeit auf dem Gebiet der Akustik. 1724 wurde er Professor der Mathematik an der Genfer Akademie. Hier schlug er vor, die Vorlesungen nicht nur – wie damals üblich – auf Lateinisch zu halten, sondern auch in französischer Sprache. Auf mehreren Reisen von 1727 bis 1729 traf er sich mit führenden Mathematikern seiner Zeit:
- in Basel mit Daniel I, Johann I, Johann II und Nicolaus I Bernoulli
- in Berlin mit Leonhard Euler
- in England mit Edmond Halley, Abraham de Moivre, James Stirling und anderen,
- in Leiden mit Willem Jacob ’s Gravesande
- in Paris mit Bernard le Bovier de Fontenelle, Pierre-Louis Moreau de Maupertuis, Georges-Louis Leclerc de Buffon und Alexis-Claude Clairaut.

Diese Treffen und spätere Briefwechsel beeinflussten seine Arbeit.
Im Jahr 1750 veröffentlichte er das Buch „Introduction à l'analyse des lignes courbes algébriques“. In einem der Anhänge erscheint eine Formel zur Lösung linearer Gleichungssysteme, die als cramersche Regel bekannt wird. Diese gab den Anstoß zur Entwicklung der Determinantentheorie.
Daneben verfasste er Arbeiten über Rechts- und Staatsphilosophie und über die Geschichte der Mathematik. Neben seiner Arbeit als Professor bekleidete er öffentliche Ämter, beteiligte sich an Militär- und Rüstungsprojekten seiner Regierung, war Berater bei Instandsetzungsarbeiten an Kirchen und forschte in Kirchenarchiven.
Seit 1746 war er auswärtiges Mitglied der Preußischen Akademie der Wissenschaften. 1749 wurde er zum Mitglied (Fellow) der Royal Society gewählt.

## Werke
- Quelle est la cause de la figure elliptique des planètes et de la mobilité de leur aphélies? Genf 1730.
 (Diese Arbeit reichte er an der Pariser Akademie ein. Sie erhielt den 2. Preis (den 1. Preis gewann Johann I Bernoulli).)
- Introduction à l’analyse des lignes courbes algébriques. Genf 1750.
 (Hier untersucht er algebraische Kurven; im Anhang 1 erscheint die nach ihm benannte Cramersche Regel, allerdings ohne Beweis.)
- Veröffentlichung des Werkes Opera Omnia von Johann Bernoulli. 1742, 4 Bände.
- Veröffentlichung von Works von Jakob Bernoulli. 1744, 2 Bände.
 (Enthalten sind alle Werke von Jakob I Bernoulli mit Ausnahme der Arbeit Ars conjectandi.)
- Veröffentlichung (gemeinsam mit Johann Castillon) des Briefwechsels zwischen Johann Bernoulli und Gottfried Wilhelm Leibniz. 1745.